# حكة شيخوخية
الحكة الشيخوخية (بالإنجليزية: Senile pruritus)‏ هي حَكة مَجهولة السَبب تَحدث عند كبار السِن.
تُعرِّف منظمة الصحة العالمية كبار السن بأنهم الأشخاص الذين تقل أعمارهم عن 60 عامًا، وأما في الأبحاث السريرية فهم الأشخاص الذين تزيد أعمارهم عن 65 عامًا، ومع ذلك تحدد الممارسة الطبية في جناح الشيخوخة في فرنسا على أن الشيخوخة تبدأ من 75 عامًا فما فوق.

تحدث الحكة غالبًا لكبار السن فهي الشكوى الأكثر شيوعًا بين المرضى خلال استشارة الأمراض الجلدية، ويمكن تعريف حكة الشيخوخة على أنها حكة مزمنة تحدث للأشخاص الذين يبلغ أعمارهم 65 عامًا أو أكثر وذلك بالرغم مع عدم وجود أسباب واضحة لها.
بالرغم من عدم وجود تعريف واضح ومتفق عليه لحكة الشيخوخة، إلا أنه يمكن تعريف حكة الشيخوخة على أنها حكة مزمنة مجهولة المصدر لدى كبار السن دون طفح جلدي أولي. لا توجد دراسة تشير إلى خصائص حكة الشيخوخة فقد وجد أن 22٪ من الأمراض الكامنة كانت مسؤولة عن الحكة ولكن الأمر يحتاج إلى تأكيد من خلال مزيد من الدراسات.

## العلاج
لا يوجد علاج محدد لحكة الشيخوخة والحقيقة أنه يجب استخدام جميع العلاجات في المرضى المسنين بحذر بسبب تغير التمثيل الغذائي، وإمكانية حدوث سُمِّية أعلى مقارنة بالأشخاص الأصغر سنًا.
أفادت دراسة أجريت عام 1993 عن علاج حكة الشيخوخة من قبل كبار أطباء الأمراض الجلدية ويعتقد هؤلاء الأطباء أن الجفاف هو السبب الأكثر شيوعًا للحكة لدى كبار السن، لذلك فإن العلاج الأول المقترح هو المطريات أو المنثول أو الكافور، وأما العلاج الثاني هو استخدام كورتيكوستيرويد موضعي.
أظهرت بعض الدراسات عدم وجود فعالية كبيرة لهذا العلاج؛ لذلك فيوجد علاجات غير تقليدية مع التثقيف العلاجي لبعض الأمور منها ما يتعلق بالاستحمام، مثل الاستحمام في المحيط، وتناول الفيتامينات أو الصبار، والعلاج النفسي.
يبدو أن العلاج النفسي الاجتماعي مهم مع أسلوب حياة نشيط وممارسة الرياضة والتنمية الشخصية؛ لذلك توضح هذه المقالة حقيقة أنه لا يوجد نهج علاجي محدد؛ وعليه يحتاج أطباء الأمراض الجلدية إلى مزيد من المعلومات حول علاج حكة الشيخوخة.
يحتاج كل مريض يعاني من حكة الشيخوخة إلى اتباع علاج نفسي اجتماعي مع ممارسة الرياضة، مع الأخذ في الاعتبار العمر وشدة الحكة.